# Hirtigaleruca
Hirtigaleruca là một chi bọ cánh cứng trong họ Chrysomelidae.
Chi này được miêu tả khoa học năm 1962 bởi Chûjô.

## Các loài
Chi này gồm các loài:
- Hirtigaleruca aptera Chujo, 1962